# Campionati europei di nuoto 2010 - 200 metri farfalla maschili
Le qualifiche per la semifinale si sono svolte la mattina dell'11 agosto 2010, mentre la semifinale si è svolta la sera dello stesso giorno. La finale si è svolta la sera del 12 agosto 2010.

## Medaglie
| Posizione | Atleta             | Paese   |
| --------- | ------------------ | ------- |
| Oro       | Paweł Korzeniowski | Polonia |
| Argento   | Nikolay Skvortsov  | Russia  |
| Bronzo    | Ioannis Drymonakos | Grecia  |

## Record
Prima della manifestazione il record del mondo (RM), il record europeo (EU) e il record dei campionati (RC) erano i seguenti.
| Record mondiale       | 1'51"51 | Michael Phelps Stati Uniti | 29 luglio 2009 Roma, Italia          |
| Record europeo        | 1'52"70 | László Cseh Ungheria       | 13 agosto 2008 Pechino, Cina         |
| Record dei campionati | 1'54"38 | Paweł Korzeniowski Polonia | 21 marzo 2008 Eindhoven, Paesi Bassi |

Durante la competizione non sono stati migliorati record.

## Risultati batterie
| Pos. | Atleta                   | Nazionalità | Tempo   | Batteria | Corsia | Note |
| ---- | ------------------------ | ----------- | ------- | -------- | ------ | ---- |
| 1    | Marcin Cieślak           | Polonia     | 1:58.23 | 3        | 4      |      |
| 2    | Dinko Jukić              | Austria     | 1:58.52 | 2        | 6      |      |
| 3    | Duarte Rafael Mourao     | Portogallo  | 1:58.74 | 3        | 3      |      |
| 4    | Ioannis Drymonakos       | Grecia      | 1:58.80 | 2        | 4      |      |
| 5    | Niccolò Beni             | Italia      | 1:58.93 | 3        | 6      |      |
| 6    | Nikolay Skvortsov        | Russia      | 1:59.01 | 4        | 3      |      |
| 7    | Balazs Gercsak           | Ungheria    | 1:59.06 | 3        | 1      |      |
| 7    | Paweł Korzeniowski       | Polonia     | 1:59.06 | 4        | 4      |      |
| 9    | Jan Sefl                 | Rep. Ceca   | 1:59.17 | 1        | 5      |      |
| 10   | Maxim Ganikhin           | Russia      | 1:59.70 | 3        | 2      |      |
| 11   | Nuno Goncalo Quintanilha | Portogallo  | 1:59.75 | 4        | 6      |      |
| 12   | Illya Chuev              | Ucraina     | 1:59.89 | 4        | 2      |      |
| 13   | Bence Pulai              | Ungheria    | 1:59.94 | 2        | 7      |      |
| 14   | Alexandru Coci           | Romania     | 1:59.95 | 4        | 8      |      |
| 15   | Stefanos Dimitriadis     | Grecia      | 2:00.19 | 2        | 5      |      |
| 16   | Egon Van Der Straeten    | Belgio      | 2:00.29 | 3        | 7      |      |
| 17   | Roberto Pavoni           | Regno Unito | 2:00.47 | 4        | 5      |      |
| 18   | Pedro Diogo Oliveira     | Portogallo  | 2:00.80 | 2        | 3      |      |
| 18   | Norbert Kovács           | Ungheria    | 2:00.80 | 2        | 1      |      |
| 20   | Robert Zbogar            | Slovenia    | 2:01.04 | 1        | 4      |      |
| 21   | Balint Batka             | Ungheria    | 2:01.48 | 4        | 7      |      |
| 22   | Simon Sjoedin            | Svezia      | 2:03.89 | 2        | 2      |      |
| 23   | Vadym Leps'kyy           | Ucraina     | 2:04.25 | 1        | 3      |      |
| 24   | Thomas Allen             | Regno Unito | 2:06.99 | 4        | 1      |      |

## Semifinali
| Pos. | Atleta                   | Nazionalità | Batteria | Corsia | Tempo   | Note |
| ---- | ------------------------ | ----------- | -------- | ------ | ------- | ---- |
| 1    | Paweł Korzeniowski       | Polonia     | 1        | 6      | 1:57.24 |      |
| 2    | Ioannis Drymonakos       | Grecia      | 1        | 5      | 1:57.38 |      |
| 3    | Dinko Jukić              | Austria     | 1        | 4      | 1:57.81 |      |
| 4    | Nikolay Skvortsov        | Russia      | 1        | 3      | 1:58.02 |      |
| 5    | Maxim Ganikhin           | Russia      | 1        | 2      | 1:58.39 |      |
| 6    | Niccolò Beni             | Italia      | 2        | 3      | 1:58.87 |      |
| 7    | Marcin Cieślak           | Polonia     | 2        | 4      | 1:58.88 |      |
| 8    | Stefanos Dimitriadis     | Grecia      | 2        | 8      | 1:59.27 |      |
| 9    | Duarte Rafael Mourao     | Portogallo  | 2        | 5      | 1:59.37 |      |
| 10   | Nuno Goncalo Quintanilha | Portogallo  | 2        | 7      | 1:59.39 |      |
| 11   | Illya Chuev              | Ucraina     | 1        | 7      | 1:59.63 |      |
| 12   | Jan Sefl                 | Rep. Ceca   | 2        | 2      | 1:59.76 |      |
| 13   | Balazs Gercsak           | Ungheria    | 2        | 6      | 1:59.89 |      |
| 14   | Alexandru Coci           | Romania     | 1        | 1      | 2:00.34 |      |
| 15   | Egon Van Der Straeten    | Belgio      | 1        | 8      | 2:00.71 |      |
| 16   | Bence Pulai              | Ungheria    | 2        | 1      | 2:00.94 |      |

## Finale
| Pos. | Atleta               | Nazionalità | Corsia | Tempo   | Note |
| ---- | -------------------- | ----------- | ------ | ------- | ---- |
|      | Paweł Korzeniowski   | Polonia     | 4      | 1:55.00 |      |
|      | Nikolay Skvortsov    | Russia      | 6      | 1:56.13 |      |
|      | Ioannis Drymonakos   | Grecia      | 5      | 1:57.10 |      |
| 4    | Dinko Jukić          | Austria     | 3      | 1:57.71 |      |
| 5    | Marcin Cieślak       | Polonia     | 1      | 1:57.93 |      |
| 6    | Maxim Ganikhin       | Russia      | 2      | 1:58.38 |      |
| 7    | Nicolo Beni          | Italia      | 7      | 1:58.67 |      |
| 8    | Stefanos Dimitriadis | Grecia      | 8      | 1:59.70 |      |